# Argyrophis bothriorhynchus
Espèce
Synonymes
- Typhlops bothriorhynchus Günther, 1864
- Asiatyphlops bothriorhynchus (Günther, 1864)

Statut de conservation UICN

 DD  : Données insuffisantes
Argyrophis bothriorhynchus est une espèce de serpents de la famille des Typhlopidae. 

## Répartition
Cette espèce se rencontre en Inde et au Népal.

## Publication originale
- Günther, 1864 : The reptiles of British India, p. 1-452 (texte intégral).